# Raiamas nigeriensis
Raiamas nigeriensis е вид лъчеперка от семейство Шаранови (Cyprinidae). Видът е почти застрашен от изчезване.

## Разпространение
Разпространен е в Гана, Гвинея, Камерун, Кот д'Ивоар, Мали, Нигер, Нигерия и Сиера Леоне.

## Описание
На дължина достигат до 11,1 cm.